# Klokocsóvölgy
Klokocsóvölgy (szlovákul Klokočov) község Szlovákiában, a Zsolnai kerületben, a Csacai járásban.

## Fekvése
Turzófalvától 5 km-re északra, a cseh határ mellett fekszik. Tengerszint feletti magassága 508-tól 1061 m-ig terjed. Főbb településrészei: Klokočov-ústredie, Rybáre, Kornica, Klín, Vrchpredmier, Hlavice, Javorová, Podjavorová, Riečky és Hrubý Buk.

## Története
A település még a 16. század végén a Felső-Kiszuca legrégibb települése, Turzófalva határában keletkezett. Lakói főként állattartással foglalkoztak. A trianoni békéig területe Trencsén vármegye Csacai járásához tartozott.
Csak 1954. május 15-én nyerte el önállóságát, amikor a korábbi Turzófalva határát felosztották. Az áramot 1957-ben vezették be a településre. Iskolaépülete 1981-ben épült.

## Népessége
| Év:            | 1994. | 2004.   | 2014.    | 2024.   |
| -------------- | ----- | ------- | -------- | ------- |
| Emberek száma: | 2900  | 2631    | 2325     | 2202    |
| Eltérés:       |       | -9,27 % | -11,63 % | -5,29 % |

| Év:            | 2023. | 2024.   |
| -------------- | ----- | ------- |
| Emberek száma: | 2209  | 2202    |
| Eltérés:       |       | -0,31 % |

Az 1910-es népszámláláskor még nem volt önálló község.
2001-ben 2728 lakosából 2652 szlovák volt.
2011-ben 2387 lakosából 2291 szlovák volt.

## Nevezetességei
- Jézus Legszentebb Szíve tiszteletére szentelt római katolikus templomát 1928-ban szentelték fel.